# Олимпийский комитет Мексики

Старая эмблема НОК Мексики

Олимпийский комитет Мексики (исп. Comité Olímpico Mexicano; уникальный код МОК — MEX) — организация, представляющая Мексику в международном олимпийском движении. Штаб-квартира расположена в Мехико. Комитет основан в 1923 году, в том же году был принят в МОК, является членом ПАСО, организует участие спортсменов из Мексики в Олимпийских, Панамериканских играх и других международных соревнованиях.